# El Pozuelo
 (novembre 2016).
Si vous disposez d'ouvrages ou d'articles de référence ou si vous connaissez des sites web de qualité traitant du thème abordé ici, merci de compléter l'article en donnant les références utiles à sa vérifiabilité et en les liant à la section « Notes et références ».
El Pozuelo est une municipalité espagnole de la province de Cuenca, dans la région autonome de Castille-La Manche.